# 大同县站
大同县站位于山西省大同市云州区瓜园乡，是大秦铁路的一座火车站，等级为四等站，距大同站54公里，距秦皇岛站599公里，本站及相邻上下行区间均为电气化区段。大秦铁路为煤运铁路，全线不办理客运业务。尽管所处的行政区划已改名为云州区，但本站至今仍使用“大同县”一词。